# Umberto Maddalena
Pour les articles homonymes, voir Maddalena.
Umberto Maddalena né le 14 décembre 1894 à Bottrighe et mort le 19 mars 1931 à Tirrenia, est un pilote d'avion italien.

## Biographie
Maddalena est le fils du médecin Ettore Maddalena et de l'enseignante Francesca Bianchi. Après 1900, il passe son enfance à Pettorazza Grimani. Il commence une formation technique à Rovigo puis fréquente l'Istituto tecnico nautico Sebastiano Venier à Venise. À l'âge de 16 ans, il entreprend de nombreux voyages à bord de voiliers, dont deux traversées de l'Atlantique.
En 1914, à l'âge de 20 ans, il s'embarque pour l'Amérique du Sud en tant que commandant du brick Mascotte. Au début de la Première Guerre mondiale, il se trouve en Uruguay. En octobre 1915, il retourne en Italie et entre à l' Académie navale de Livourne puis à l'école d'hydravion de Sesto Calende. En septembre 1916, il acquiert le brevet d'un hydravion FBA Type H, construit en grand nombre par la Franco-British Aviation Company depuis 1915. Il est affecté au 255e escadron de la base d'hydravions de Brindisi et reçoit la même année une médaille de bronze pour sa bravoure militaire.
En janvier 1917, malgré son jeune âge, il est promu enseigne et reçoit le commandement d'un escadron d'hydravions équipés de bombes. Au cours des deux années suivantes, il opère dans la basse Adriatique et commandé également des escadrons de chasse et de reconnaissance avec des avions Macchi M.3. Après des vols au-dessus de la base navale de la marine impériale et royale de Kotor, il reçoit plusieurs médailles pour sa bravoure et d'autres récompenses pour ses actions contre l'ennemi. À la fin de l'hiver 1918, il commande le 262e escadron, qui est le premier à être équipé de Macchi M.5.
À la fin de la guerre, il reste dans l'armée. En août 1919, il est l'un des deux pilotes d'hydravions à se rendre à Amsterdam pour participer à l'Exposition internationale de l'aviation. Ils se rendent ensuite en Suède pour faire connaître l'aviation italienne lors d'une tournée promotionnelle.
En septembre 1920, il pilote l'un des trois hydravions SIAI S.16 achetés par le gouvernement de Sesto Calende vers la Suède. Il est le premier à survoler le col du Saint-Gothard avec un hydravion, un type d'avion considéré comme un mauvais « grimpeur » en raison de sa structure particulière. Le voyage est réussi et lui vaut la Croix de l'Ordre de Vasa, que le roi suédois lui décerne en récompense. Après son retour en Italie, il est promu lieutenant en 1921 et nommé commandant de l'aéroport de Venise. La même année, également de Sesto Calende, Maddalena amène en Espagne une escadrille d'hydravions achetée par le gouvernement de Madrid. Il y reste quatorze mois pour former les pilotes.
En 1922, il est nommé commandant des forces aériennes ioniennes et sub-adriatiques. Lors de la création de l'armée de l'air italienne en 1923, il est nommé commandant d'escadron (capitaine) et en mars de l'année suivante, commandant de groupe (major). À partir de mai 1923, il commande le IIIe groupe d'hydravions à Tarente et une expédition en mer Baltique en 1925. Lors du vol de retour, des conditions météorologiques défavorables empêchent le survol des Alpes et contraignent les pilotes à effectuer un atterrissage d'urgence au col du Splügen.
En août 1926, il ouvre la nouvelle liaison aérienne sur la route Brindisi-Athènes-Istanbul depuis la base d'hydravions de Brindisi. La « Linea Aerea no 4 » (Linea Aerea Levante) est le premier service de transport de passagers et de courrier entre l'Italie, la Grèce et la Turquie.
En 1927, pour le compte de l'armée de l'air italienne, à la suite des demandes des pays d'Europe de l'Est, Maddalena vole depuis Sesto Calende avec un Savoia-Marchetti SM.62 pendant quinze jours consécutifs sur plus de dix mille kilomètres au-dessus de la Slovénie, de la Serbie, de la Roumanie, de la Russie et de la Finlande. Par la Suède, les Pays-Bas, l'Allemagne et la Suisse  il revient à Sesto Calende.
Il quitte l'Italie en 1928 sur un Savoia-Marchetti S.55 A à double coque pour rechercher les naufragés du dirigeable Italia commandé par Umberto Nobile, porté disparu au nord-est du Svalbard dans l'Arctique. Maddalena les retrouve le 20 juin. Il ne peut pas atterrir, mais parvient à larguer de la nourriture, permettant ainsi leur sauvetage. Après deux mois et 20 jours dans l'Arctique, il revient à Sesto Calende le 30 août. Le réalisateur Mikhaïl Kalatozov raconte les événements entourant ce sauvetage dans son film La Tente rouge en 1969.
En 1929, Maddalena abandonne les hydravions pour piloter un avion terrestre : en mai 1929, le ministre italien de l'Aviation, Italo Balbo, lui demande de reconquérir le record du monde de vol longue distance en cours fermé que les pilotes allemands ont pris aux Italiens. À cet effet, il pilote un Savoia-Marchetti S.64bis, spécialement développé à cet effet. Après trois tentatives infructueuses, l'avion reste dans les airs pendant 67 heures après avoir décollé de Guidonia Montecelio le 29 mai 1930, parcourant le triangle Ostie - Anzio - Ladispoli sur une distance totale de 8 188 km et établissant ainsi deux nouveaux records du monde. Le 5 juin 1930, Maddalena reçoit la deuxième médaille d'honneur en argent des mains de Benito Mussolini. Le 20 juin suivant, il est promu lieutenant-colonel pour son service extraordinaire.
En 1930, le ministre Balbo nomme Maddalena directeur de la « Scuola di navigazione aerea d'alto mare » (« École de navigation d'outre-mer »), créée à Orbetello pour former les équipages. Entre le 17 décembre 1930 et le 15 janvier 1931, il traverse pour la première fois l'Atlantique sans escale, de l'Italie au Brésil, avec Italo Balbo dans un Savoia-Marchetti S.55 et quatorze autres avions, pour lesquels il reçoit la médaille d'or de l'honneur.En 1930, il publie à Milan le volume autobiographique Lotte e vittorie sul mare e nel cielo (Combats et victoires sur la mer et dans le ciel).
Umberto Maddalena meurt à l'âge de 37 ans le 19 mars 1931 lors d'un simple vol de transfert.
Avec deux membres d'équipage, il pilote son Savoia 64 de Cinisello Balsamo à Montecelio, où il est censé s'embarquer pour un nouveau vol record. Le vol démarre dans de bonnes conditions météorologiques. Entre Marina di Pisa et Livourne, l'avion qui vient d'être révisé se brise en vol au-dessus du rivage ; les pilotes et les débris de l'avion tombent dans la pinède, sur la plage et dans la mer. Après de longues recherches, les corps du copilote, le capitaine Fausto Cecconi et le lieutenant Giuseppe Da Monte, sont retrouvés en mer. Le corps de Maddalena n'a jamais été retrouvé.
La rapidité avec laquelle l'enquête a été menée a suscité des rumeurs sur les circonstances de l'accident. Cependant, la preuve d'une tentative d'assassinat n'a jamais pu être apportée. Après avoir examiné les débris de l'avion et évalué les déclarations des témoins, deux possibilités sont avancées comme cause de l'accident : en raison de vibrations irrégulières, la queue de l'avion aurait pu vibrer si fort qu'elle se serait brisée. Maddalena était un grand fumeur qui aimait également fumer pendant les vols. La possibilité qu'une allumette ait enflammé des vapeurs d'essence ne peut être exclue.

### Vie privée
En 1921, il a épousé Sandra Rizzi. Le couple a eu un fils, Luciano.

## Récompenses et distinctions
- Depuis 1978, une statue en marbre blanc de Carrare se dresse dans la ville natale de Maddalena à Bottrighe[2].
- Une colonne commémorative a été érigée près du lieu de l'accident, au nord de Livourne, sur la plage qui porte son nom[8]
- Plusieurs rues portent son nom, notamment à Adria[9].
- La « Via Risorgimento », où il est né, porte son nom[2].
- Le deuxième Dornier Do X livré en Italie portait son nom[10].
- Maddalena a reçu une dizaine de médailles militaires d'honneur et de bravoure.